# Allah

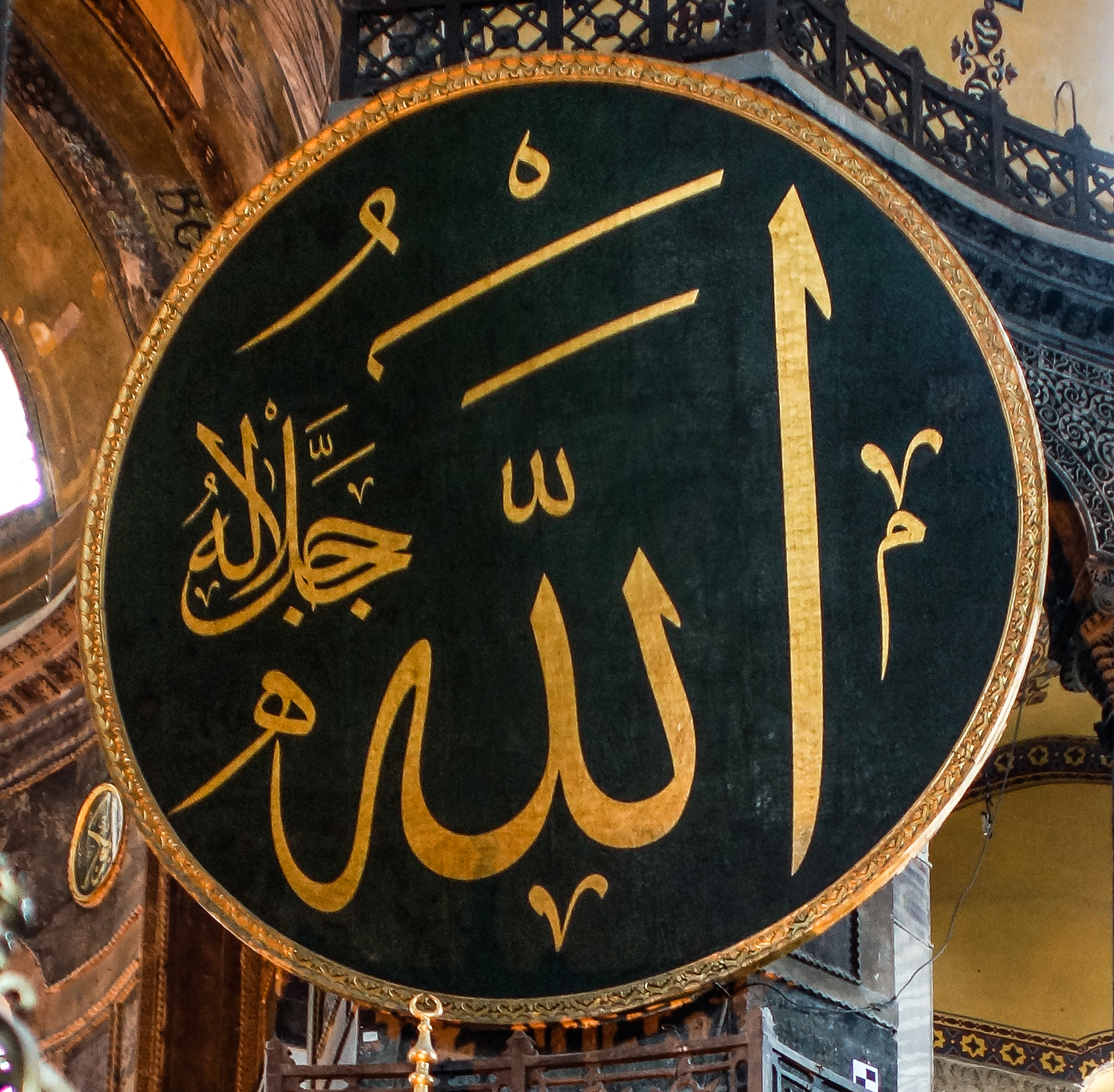
Medalion z imieniem Allaha w muzeum Hagia Sophia w Stambule w Turcji.

Allah (arab. ‏ﷲ‎, Allāh, wym. [aɫˈɫaːh], posłuchaj po arabskuⓘ) – w języku arabskim słowo oznaczające abrahamicznego Boga.
Początkowo słowo Allah było wykorzystywane zarówno przez Arabów do określania boga Księżyca – Sina, wywodzącego się od sumeryjskiego boga księżyca Nanny, jak i przez chrześcijańskich Arabów do określania Boga. Pomimo że jest tradycyjnie kojarzone z islamem, słowo Allah nie jest specyficzne dla tej religii. Także wśród przedislamskich i chrześcijańskich Arabów słowami Allah/Alihah oznaczającymi to samo co u żydów Eloh/Elohim określano Boga w rozumieniu monoteistycznym. Słowo Allah występuje między innymi na inskrypcji z Umm al-Dżimal. Od czasów Mahometa zaczęło ono oznaczać dla muzułmanów w języku arabskim wyłącznie abrahamicznego Boga i dlatego chociaż ma ono lingwistycznie formy liczby mnogiej oraz rodzaju żeńskiego, to te formy gramatyczne nie są obecnie stosowane, przynajmniej wśród muzułmanów.

## Etymologia
Arabskie słowo Allāh (alif-lam-lam-ha [ALLH]) oznacza: „Bóg Jedyny”. Składa się z dwóch słów:
al – będące rodzajnikiem określonym; ilāh (إله) – które tłumaczone jest na polskie słowo bóg pisane małą literą, oznaczające boga w znaczeniu ogólnym, bóstwo, całe zaś słowo Allāh – tłumaczone jest na słowo Bóg pisane dużą literą, co wskazuje na konkretne, uosobione bóstwo, w tym przypadku jedynego boga dla wyznawców islamu. Mimo tłumaczenia na słowo Bóg, ze względu na ścisłe połączenie języka arabskiego z Koranem i islamem, przez muzułmanów używane jest w oryginalnym brzmieniu zarówno w wyznaniu wiary, jak i bezpośrednich odniesieniach.
Odpowiednikiem arabskiego ilâh jest hebrajskie słowo eloh (alef-lamed-he, w liczbie mnogiej Elohim). Napisane w pierwotnej formie paleohebrajskiej bądź aramejskiej czy w piśmie nabatejskim wymówić można na kilka różnych sposobów.
W podstawowej formie słowo to (wymawiane alah), jest czasownikiem o znaczeniu „przysięgać” lub „składać przysięgę”, jak również czasownikiem „ubóstwiać” lub „czcić.”
Rdzeń tego słowa pochodzi od jeszcze starszego słowa – el, które znaczy bóg, bóstwo, moc, siła. Słowo to ma takie samo znaczenie jak arabskie słowo ilāh, aramejskie īl, czyli takie jak w języku polskim bóg, bóstwo.
Alternatywną – również prawidłową – pisownią w języku polskim jest Allach. „Allah” jest jedynym słowem arabskim, w którym wymawiane jest /ɫ/ (stąd u Sienkiewicza pisownia „Ałłah”).

## Allah w islamie
Według muzułmanów Allah jest jednym z bytów samoistnych, tytułowanym w Koranie jako Pan Światów. Cały świat podlega ciągłym przemianom, ponieważ jest w każdej chwili tworzony przez niego na nowo. Wszystkie prawa świata wywodzą się z jego woli i mądrości.
Nie ma boga prócz Allaha, a Mahomet jest jego Prorokiem
To wyznanie wiary w jedynego Boga – Allaha jest jednym z pięciu filarów islamu. Każdy muzułmanin musi oddawać mu bezwarunkową cześć i bezwzględnie poddać się jego woli i wyrokom. Bóg jest jeden i jedyny, a jego wszechmoc i panowanie niepodzielne:
Ziemia i niebo, niezmierzone przestrzenie, cały świat, są Jego królestwem.
Zarówno są mu wiadome czyny, które na jaw wydajesz, jak i te, które ukrywasz w tajemnicy; wie to, co mówisz głośno, i to, co cicho.

Nie masz Boga nad Niego. Najpiękniejsze imiona należą do Niego [Koran 20:5-7].
Według islamu najcięższym grzechem, którego Bóg nigdy nie przebacza, jest szirk – oddawanie czci innym bogom oprócz niego:
Pan nie przebaczy bałwochwalcom. On odpuszcza podług swej woli wszystkie inne występki, lecz bałwochwalstwo jest jedną z największych zbrodni [Koran, 4:48].
Islam krytykuje chrześcijańskie poglądy o Jezusie jako Synu Bożym czy dogmat o Trójcy Świętej.
Zaprawdę, Allah jest Jedynym Bogiem. On jest Święty, daleki od posiadania syna.
Świadczę, że Allah jest Jednym i Jedynym Bogiem; nie posiadającym towarzyszy, od którego zależą wszystkie rzeczy i byty. Nie zradza ani nie jest zrodzony i nic nie jest jak On.
Istotę Boga–Allaha określa w Koranie 99 przymiotników, nazywanych atrybutami lub imionami (nie w dosłownym tego słowa znaczeniu) Allaha; kolejność tych imion jest taka, w jakiej pojawiają się w Koranie, pierwszym z nich jest ar-Rahman („miłościwy”). Zasadniczo muzułmanie uważają, że „imion” tych Allah posiada 100, jednak ostatnie z nich zna tylko on sam. Właśnie owym 99 atrybutom odpowiada 99 paciorków muzułmańskiego różańca tasbih/subha.
Pomiędzy światem ludzi a Allahem muzułmańska kosmologia umieszcza świat bytów nadprzyrodzonych: aniołów – sług bożych i dżinnów, do których zalicza się też Szatana.
Wbrew obiegowym opiniom wyraz „Allah” nie oznacza tylko Boga u muzułmanów, bo nie jest imieniem własnym Boga. To arabskie słowo oznaczające Boga jest używane także przez arabskojęzycznych chrześcijan na określenie chrześcijańskiego Boga w Trójcy Jedynego. Arabskie słowa Allah i Alihah stanowią odpowiedniki hebrajskich słów Eloh i Elohim.

## Allah w chrześcijaństwie
W języku arabskim nie istnieje inne słowo niż „Allah” na określenie osobowego boga, utożsamianego z jakąkolwiek religią, dlatego używane jest przez arabskich chrześcijan jako określenie Boga (ang. God, niem. Gott), w którego wierzą, a nie w aspekcie imienia własnego Boga w islamie.
Użycie tego słowa w kontekście dwóch różnych religii wzbudza kontrowersję ze względu na różnice w przekazie Biblii i Koranu, wobec czego w Malezji zostało zakazane prawnie używanie słowa Allah do określenia Boga w chrześcijaństwie.
Arabscy chrześcijanie uważają ponadto, że ostatnie 100. imię Allaha to ath-Thaluth al-Muqaddas – Trójca Święta, będące zasadniczą istotą Boga jako Miłości.

## Sentencje arabskie zawierające słowoAllah
- Alhamdulillah (arabski: الحمد لله) = "Chwała Bogu"
- Allahu akbar (arabski: الله أكبر) = „Bóg jest wielki”
- Allahu mahabbah = „Bóg jest miłością”
- Allahu al-ahad  = „Bóg jest jeden”
- Bismillah (arabski: بَسْمَلَة) = „W imię Boga”
- Insza’allah (arabski: إن شاء الله) = „Jak Bóg da”
- Ja Allah (arabski: يا ألله) = "O Boże!"
- Maszallah (arabski: ما شاء الله) = „Bóg tak chciał”
- Subhan Allah (arabski: سبحان الله) = "Bóg jest perfekcyjny", "Bóg jest wolny od jakichkolwiek wad"
- Szukrulillah (arabski: الشكر لله) = "Bogu dzięki"[8]